# Ford Windstar
Ford Windstar (позже выпускался под названиями Ford Freestar и Mercury Monterey) — минивэн фирмы Ford, заменивший собой Ford Aerostar и выпускавшийся с 1994 года в Канаде. Windstar унаследовал переднеприводную конфигурацию минивэнов Chrysler. С 1995 по 2007 годы было выпущено три поколения, последнее из которых стало известно под названием Ford Freestar.
Не имея отношения к разработанному Nissan автомобилю Mercury Villager, Windstar был выпущен на рынок и прорекламирован как машина, не имеющая аналогов среди Lincoln-Mercury. В 2004 году в связи с перезапуском производства Ford Freestar компания Mercury выпустила свой первый минивэн, произведённый по технологиям Ford и получивший название Mercury Monterey. В связи с падением продаж минивэнов в середине 2000-х после 2007 года производство Freestar и Monterey прекратилось.
Автомобили Ford Windstar/Freestar и Mercury Monterey выпускались на заводе Oakville Assembly в Оквилле (Онтарио), а всего было выпущено 1 984 232 экземпляра: 1 704 786 экземпляров Windstar, 246 493 экземпляров Freestar и 32 953 экземпляров Monterey. В Северной Америке эти машины функционально были сопоставимы с 7-пассажирским Ford Taurus X, а в Мексике Freestar был заменён на Ford Transit/Tourneo. В 2014 году сегмент на рынке Северной Америки, ранее занимаемый Ford Windstar, был заполнен после официального признания 7-пассажирским компактного минивэна Ford Transit Connect.

## Разработка
В 1985 году компания Ford выпустила минивэн Aerostar, который имел относительный успех: превзойдя по объёму продаж Chevrolet Astro/GMC Safari, Volkswagen Vanagon и японские аналоги, по общему объёму продаж среди всех минивэнов он занял 2-е место. Чтобы успешнее соперничать с конкурентами из Chrysler, Ford принял решение разработать новый минивэн с переднеприводной компоновкой, популяризированной Chrysler.
Новый проект получил кодовое название WIN88: его разработка началась в 1988 году и предполагала создание полноприводного минивэна наподобие моделей минивэнов Nissan/Mercury. По состоянию на 1989 год разработка дизайна автомобиля шла полным ходом: концепция была впервые представлена в декабре того же месяца. Разработка внешнего вида WIN88, которая велась под руководством Camilo Pardo, была заморожена в 1990 году с расчётом на выпуск новой модели в 1993 году. Прототипы начали испытывать в 1991 году. 13 апреля 1992 года Ведомство по патентам и товарным знакам США зарегистрировало новую модель под названием Windstar, а завершение разработки и представление модели состоялись в 1993 году (в канун нового модельного 1994 года).
Разработка автомобиля была возложена на грузовое отделение Ford (там разрабатывали Aerostar и Econoline/Club Wagon), а в самой команде разработчиков и дизайнеров было достаточно много женщин. Женщины полагали, что новый автомобиль необходимо позиционировать как машину, предназначенную для семейного пользования: при разработке учитывались требования к автомобилям и мнения, которые излагали беременные женщины, а также женщины, предпочитавшие носить юбки и каблуки. Также в процессе разработки «семейного автомобиля» в дизайн были включены реконфигурируемые подстаканники и вспомогательные системы стереоконтроля.
Разработчиками заявлялось, что двигателем нового минивэна будет 6-цилиндровый двигатель производства Nissan, размеры машины будут близки к минивэну Chrysler, а сам новый автомобиль станет первым переднеприводным производства Ford.

## Первое поколение
Автомобиль Ford Windstar первого поколения был выпущен в марте 1994 года как модель 1995 года; формально его производство началось с 27 января 1994 года и продолжалось до 1998 года. Windstar вышел на год раньше, чем линейка минивэнов Chrysler, что позволило Ford опередить по продажам Chrysler. Хотя обе модели были друг с другом почти несопоставимы, Windstar продавался в качестве эквивалента габаритных Chrysler, а Lincoln-Mercury выпускал машины меньшего размера Mercury Villager, не имевших отношения к Ford (эту модель совместно разрабатывали с Nissan).
В 1995—1997 годах Windstar продавался параллельно со своим предшественником Ford Aerostar. Изначально планировалось прекратить выпуск Aerostar в 1994 году, однако выросший спрос на Aerostar привёл к изменению этих планов. На первый год продаж Windstar стоил дороже, чем Aerostar и Mercury Villager, однако к 1997 году базовая цена Villager превзошла цену Windstar на несколько сотен долларов, а лучшие образцы Villager типа Nautica — и вовсе на 6 тысяч долларов. Модель Windstar первого поколения не была оснащена сдвижной дверью напротив водительского сидения (т.е. слева): эта особенность позже стала популярной благодаря выходу третьего поколения минивэнов Chrysler, но в то же время больно ударила по продажам Windstar и стала одной из дизайнерских ошибок. В компании Ford на этапе разработки не считали наличие сдвижной двери важным фактором, поскольку минивэны и вэны всех предыдущих поколений и других производителей очень плохо продавались в штатах.
Автомобиль Ford Windstar стал первым североамериканским фургоном, который стал экспортироваться в Европу и продаваться на европейских рынках через европейского представителя Ford Europe. В плане размеров и оснащения оборудованием Windstar стоял выше, чем первое поколение Ford Galaxy (V191, 1995 год). В основе находился 6-цилиндровый двигатель объёмом 3 л и автоматическая коробка передач; комплектации с дизельным двигателем или ручной КПП не предусматривались. Поскольку праворульных автомобилей с левой сдвижной дверью не выпускалось, машина не обрела популярности в Великобритании, Ирландии и других странах с левосторонним движением.

### Шасси
Ford Windstar первого поколения разрабатывался под кодовым названием WIN88. Переднеприводная платформа Ford DN5, на базе которой строился Ford Windstar, присутствовала также в автомобилях Ford Taurus и Mercury Sable. С колёсной базой 3066 мм (примерно на 381 мм длиннее, чем у Taurus) Windstar перешёл от интегрированного дизайна с лонжероном рамы, как у Aerostar, к конструкции цельного кузова. Передняя подвеска представляла собой подвеску Макферсона, задняя подвеска — балочную подвеску с пружинами; дополнительно могла устанавливаться пневматическая подвеска.
Устанавливались передние дисковые и задние барабанные тормоза, в стандартную комплектацию входила антиблокировочная система. В 1996 году была представлена комплектация исключительно с дисковыми тормозами, которая обеспечивала контроль сцепления или возможность перевозки прицепа (или буксировки). 15-дюймовые колёса были специально подогнаны к Windstar (кроме 1998 Limited).

#### Двигатель
Двигатель Windstar был точно таким же, как у Ford Taurus/Mercury Sable. В 1995 году продавались только модели с 6-цилиндровым двигателем объёмом 3,8 л и мощностью 155 л.с. В октябре 1995 года началась продажа автомобилей с 6-цилиндровым двигателем объёмом 3 л (стандартная комплектация). В 1996 году мощность 6-цилиндрового двигателя 3,8 л выросла до 200 л.с.

### Дизайн кузова
Чтобы не уступать минивэнам Chrysler, разработчики Ford перешли от однообъёмного кузова к двухобъёмному. Под влиянием Mercury Villager в конструкции Windstar появились отдельное пассажирское и отдельное багажное отделение. У Windstar, противопоставленного большим минивэнам Chrysler с большой колёсной базой, была более длинная колёсная база по сравнению с Aerostar и минивэнами Chrysler 3-го поколения. На рынке была представлена именно версия с большой колёсной базой.
У модели Windstar, которая должна была стать превью к Ford Taurus 1996 года, было заднее овальное стекло, а некоторые элементы внешнего вида были заимствованы у Mercury Villager/Nissan Quest. Вертикально ориентированная приборная доска изогнутой формы напоминала приборные доски автомобиля Lincoln Mark VIII. В 1996 году вышла модель LX с хромированным молдингом на боковине кузова. Внешних изменений на 1997 год не было предусмотрено, а модель в базовой комплектации получила название Ford Windstar 3.0L.

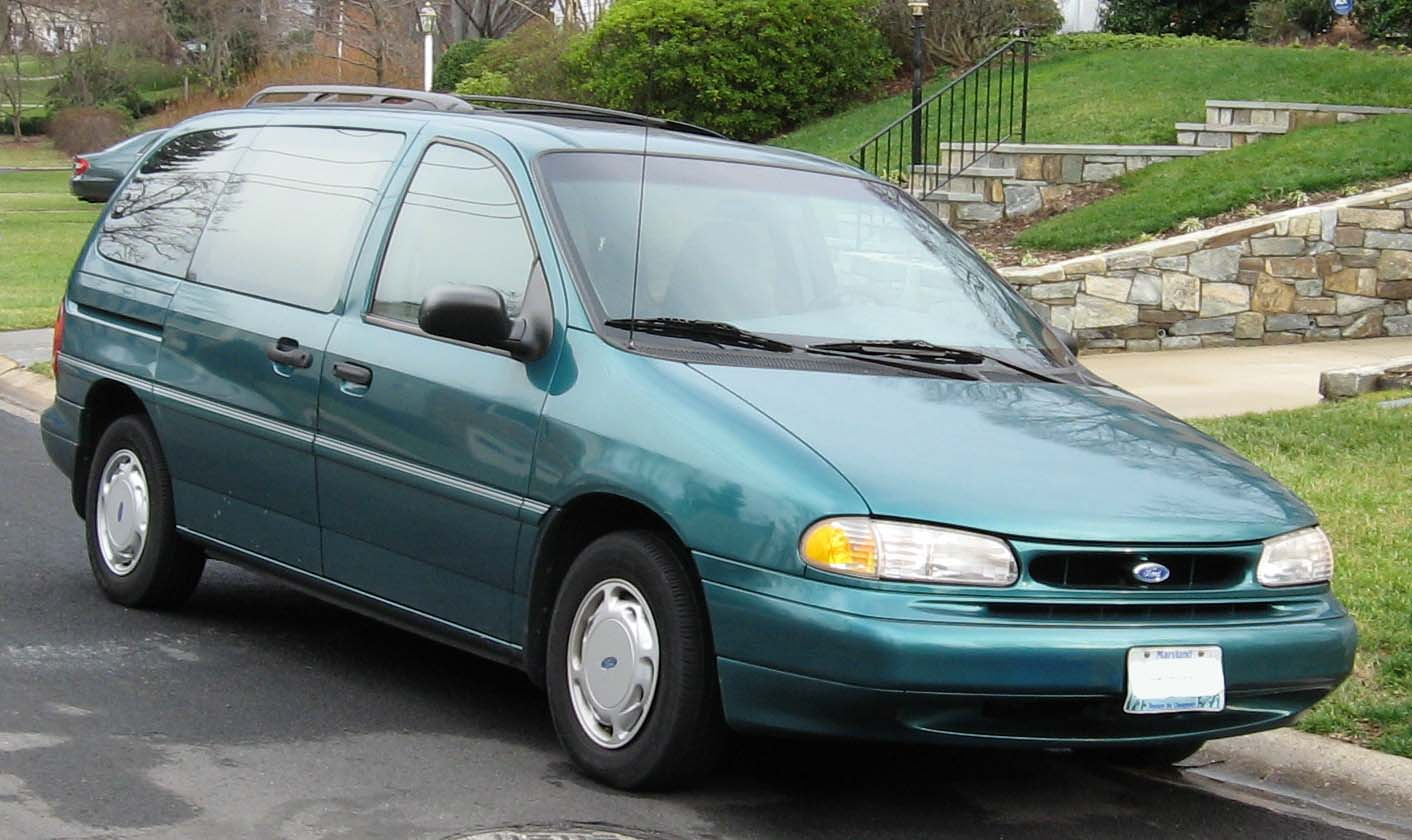
Ford Windstar GL (1995—1996)
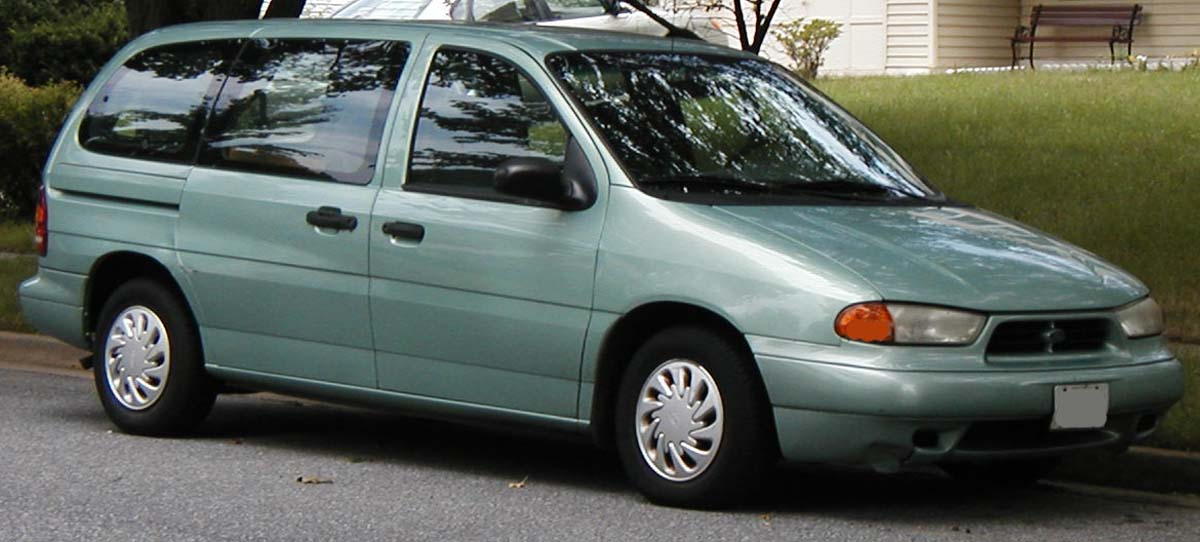
Ford Windstar 3.0L (1998)
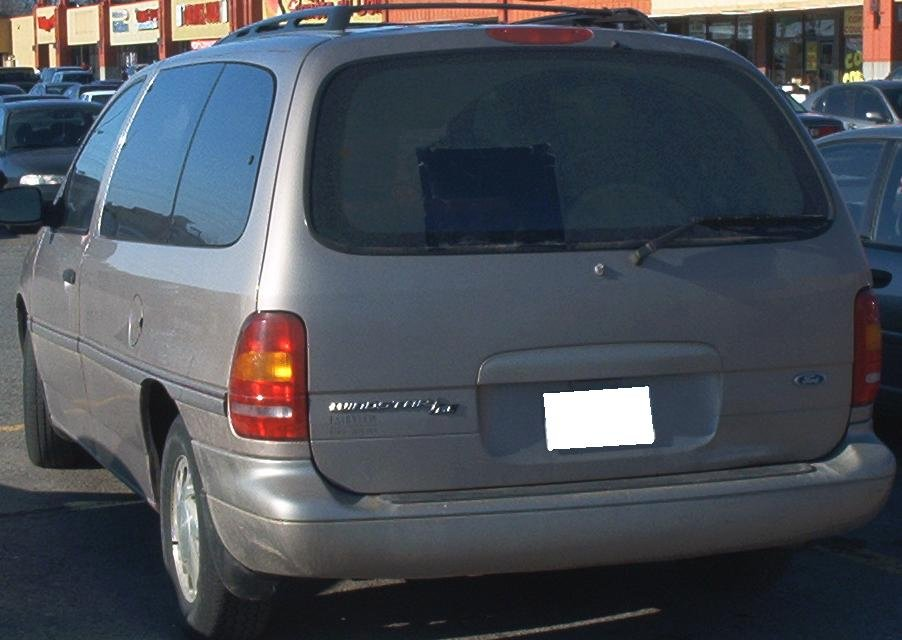
Ford Windstar LX (1995), вид сзади
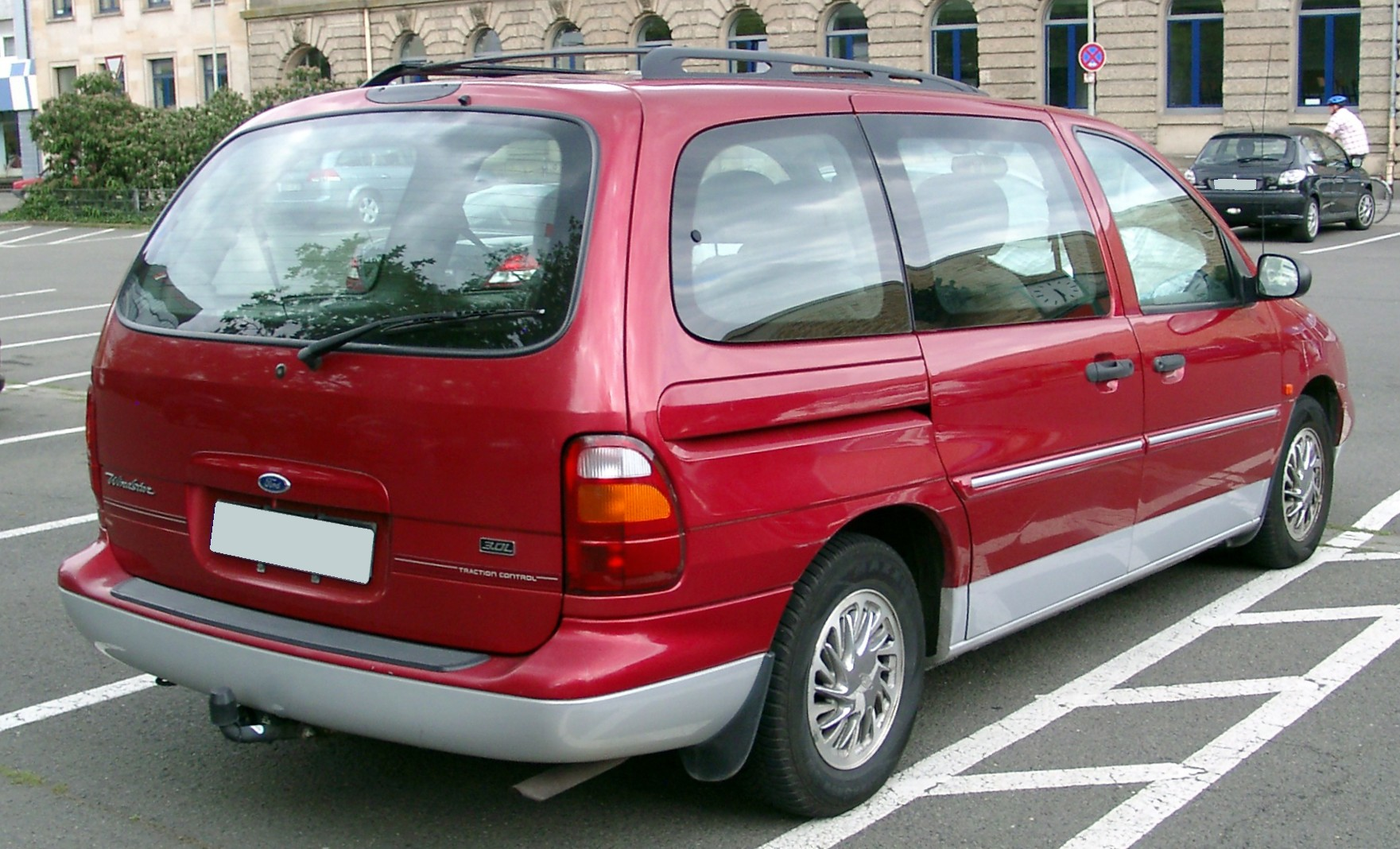
Ford Windstar (1998), модель на экспорт, вид сзади
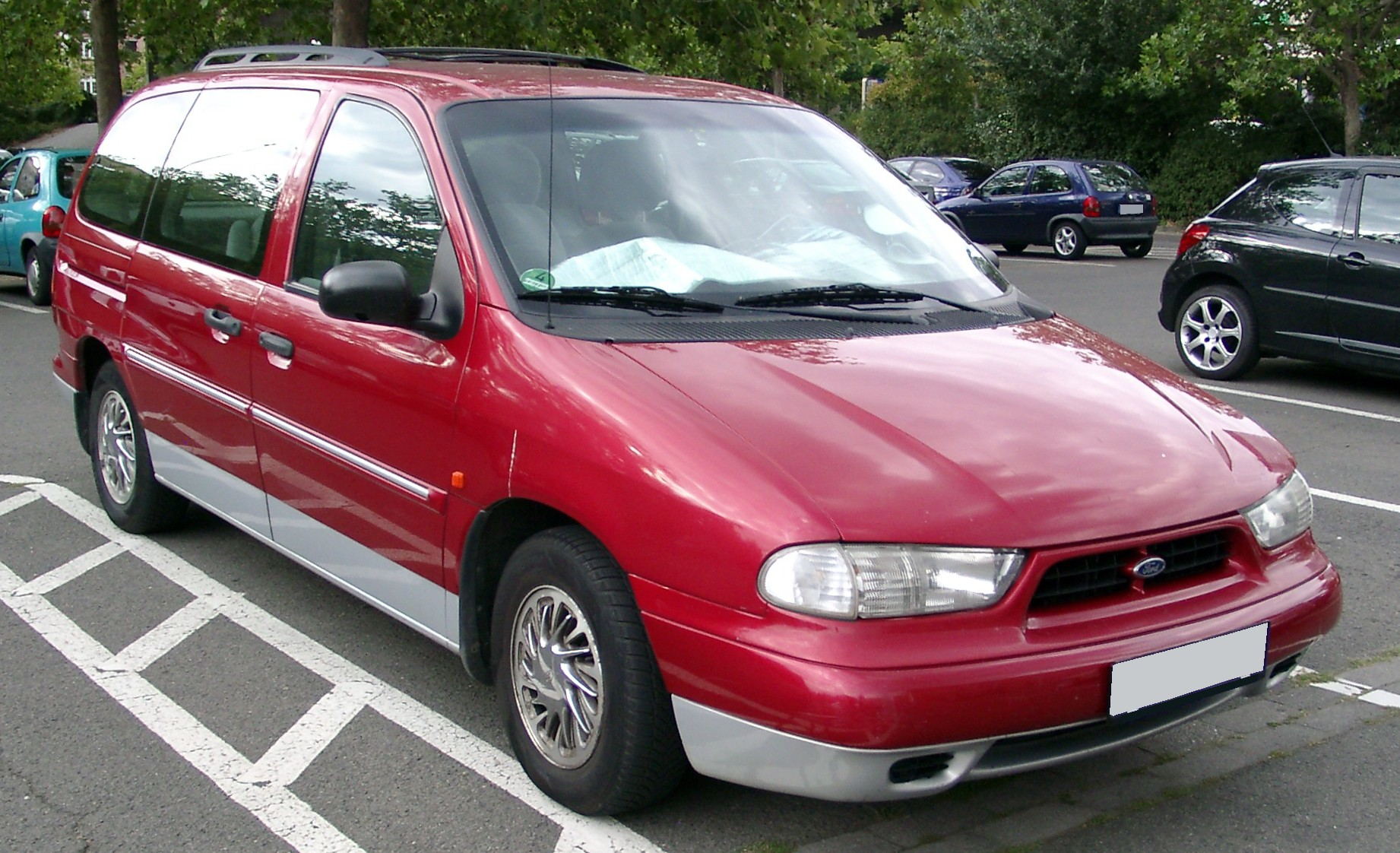
Ford Windstar (1998), модель на экспорт

#### Обновление 1998 года
Ford Windstar первого поколения подвергся нескольким изменениям в конструкции и дизайне за время производства. В частности, у модели LX был хромирован молдинг боковины кузова, а после сокращённого модельного 1997 года (длился с октября 1996 по январь 1997 года) была представлена новая модель Ford Windstar 1998 года. В новой модели, которая должна была стать конкурентом для минивэнов со сдвигающейся дверью у водительского сидения, подобная дверь была расширена и за свой размер получила название «королевской» (англ. King Door). В комплектации по желанию могло добавляться новое откидное водительское сиденье.
Передняя часть фургона была доработана: установлена трапециевидная решётка радиатора и новые фары (с жёлтыми линзами указателей поворота), а дополнительные противотуманные фары были убраны из нижней части радиаторной решётки. Изменения задней части были незначительны и затрагивали больше эмблему (изменился шрифт, логотип размещён над номерным знаком по центру). Представлены новые легкосплавные диски и молдинги боковины кузова (дизайн моделей GL и LX не изменился в целом).
Интерьер претерпел незначительные изменения, помимо откидного водительского сиденья, а приборная панель осталась без изменений. На задние сиденья в виде дивана были добавлены изголовники, уже присутствовавшие на задних ковшеобразных сиденьях. На фоне снятия с производства Aerostar Eddie Bauer был предложен дизайн Northwoods для моделей GL и LX с дисками с золотой отделкой, багажником и двухцветной раскраской кузова. У модели GL были тканево-виниловые сиденья, у модели LX — кожаные.

#### Особенности
С учётом форм-фактора с передним приводом, как у минивэнов Chrysler, Ford Windstar перенял некоторые особенности дизайна Ford Aerostar и Mercury Villager, в том числе управление аудиосистемой на задних сиденьях, кондиционер в задней части салона и ковшеобразные сиденья в среднем ряду. Цифровая приборная панель была соединена с бортовым компьютером, автоматическими фарами и зеркалом заднего вида с автоматическим затемнением. Как и в седанах Ford, в автомобиле Windstar была представлена система дистанционного управления замком (с кнопочной панелью на двери) вместе с системой сигнализации. В отличие от моделей с отсутствием сдвижной двери у водительского сиденья, в Ford Windstar появились несколько новых функций, в том числе управление блокировкой дверей с задних сидений и широкоугольное зеркало на потолке, позволявшее видеть задние пассажирские места.

### Варианты
Наряду с моделями Aerostar и Econoline/Club Wagon модель Windstar продавалась как в комплектации пассажирского, так и грузового фургона. Вместо традиционного обозначения XL/XLT для фургонов и грузовиков Ford при выпуске Windstar использовалось традиционное обозначение легковых автомобилей Ford. Для розничных продаж базовая комплектация Windstar обозначалась как GL, а флагманская модель — LX. В 1998 году была выпущена модель Limited однотонного цвета и пятиспицевыми 16-дюймовыми (406,4 мм) хромированными дисками; присутствовала деревянная отделка салона. Находясь на уровне выше, чем LX и Mercury Villager LS, стандартная комплектация Windstar предусматривала все дополнительные функции LX. Выпускались следующие варианты первого поколения:
- Cargo Van (1995—1998)
- Windstar (1996)
- Windstar 3.0L (1997—1998). Вышел вместо базовой безымянной модели. Включает семь пассажирских мест, передние ковшеобразные сиденья из ткани, всесезонные шины с 15-дюймовыми (381 мм) колпаками[англ.], кондиционер, электрические замки, электрические стеклоподъёмники с автоматическим водительским боковым стеклом, зеркала с электроприводом и AM/FM радиоприёмник с 4 динамиками.
- Windstar GL (1995—1998). Установлены 6-цилиндровый двигатель 3,8 л, всесезонные шины с 15-дюймовыми (381 мм) колпаками[англ.] или литыми дисками, настраиваемым водительским сиденьем, рулевым колесом с контролем скорости и уклона, а также AM/FM радиоприёмник с 4 динамиками. Вариант 473A включал также кондиционер повышенной мощности с дополнительным обогревателем, потолочную консоль, тонировку на стёкла и багажник.
- Windstar LX (1995—1998). Представлены двухцветное внешнее оформление, ящик для хранения багажа сзади, 15-дюймовые (381 мм) литые диски из сплава, дополнительная подсветка порогов, тахометр, настраиваемые передние сиденья со сдвижным водительским сиденьем, магнитола с AM/FM радиоприёмником, кассетным проигрывателем и 4 динамиками, а также карман для карты за пассажирским сиденьем.
- Windstar Limited (1998). Установлены передние противотуманные фары, 16-дюймовые (406,4 мм) литые алюминиевые диски, кондиционер повышенной мощности сзади со встроенным обогревателем, автоматические фары, зеркало с автоматическим затемнением, потолочная консоль, кожаные сиденья, система дистанционной блокировки и разблокировки двери, встроенная сигнализация, стереосистема с AM/FM радиоприёмником, кассетным проигрывателем и 4 динамиками, а также система управления аудио в задней части автомобиля с разъёмом для наушников.

### Безопасность
Модель первого поколения 1995 года на испытаниях получила хорошую оценку (5 звёзд) на краш-тестах по версии IIHS.

### Продажи
| Календарный год | Итого   |
| --------------- | ------- |
| 1995            | 222 147 |
| 1996            | 209 033 |
| 1997            | 205 356 |
| 1998            | 190 173 |

### Критика
В процессе производства и в последующие годы первое поколение Ford Windstar подвергалось критике в плане надёжности. 6-цилиндровый двигатель Essex, установленный на Windstar, был слишком восприимчив к повреждениям прокладки головки блока, как и в случаях с Taurus и Sable. Проблема усугублялась также более узким двигательным отсеком и более высокими нагрузками (машина стала тяжелее на 317 кг).
В ответ на критику Ford доработал прокладку, увеличив её износостойкость на 100 тысяч миль (новый вариант был установлен почти на все двигатели Windstar). У 6-цилиндрового двигателя Vulcan 3,0 л подобных проблем не наблюдалось. Трансмиссия AX4S имела склонность ко внутренним повреждениям: передний и обратный поршни муфты трескались. Большая часть подобных проблем наблюдалась на машинах с двигателем 3,8 л, поскольку трансмиссия не выдерживала дополнительный крутящий момент и выросший вес автомобиля.
Также Windstar критиковали за разные проблемы с подвесками: передние пружины повреждались при низкой температуре и обильном использовании соли на дороге.

## Второе поколение
Производство второго поколения Ford Windstar велось с 29 октября 1998 по 25 июля 2003 годов, первый автомобиль был представлен летом 1998 года как ранняя модель 1999 года и по сравнению с первым поколением подвергся полной переработке. Этот автомобиль был одним из первых в Северной Америке, дизайн которого соответствовал стилю New Edge: появилась сдвижная дверь напротив водительского места. Сохраняя механическое сходство с Ford Taurus / Mercury Sable, производители решили выпускать Windstar на специальном шасси, а именно на платформе Ford V. Были добавлены также несколько элементов: подушки безопасности для водителя и пассажира на переднем сиденье (для идентификационных номеров, начинавшихся с 2FMDA), открываемые с помощью кнопки сдвижные двери (с обеих сторон) и парковочные радары сзади.

### Эволюция второго поколения по годам
- 2000 год: возвращение модели Limited в качестве наиболее роскошной. В моделях SE, SEL и Limited в задней части автомобиля была установлена развлекательная система с видеомагнитофоном и откидным ЖК-монитором.
- 2001 год: внесены небольшие косметические изменения в переднем и заднем бамперах. Базовой моделью становится LX, выпускается также новая модель SE Sport. В комплектации вместо двигателя 3.0 л доступным становится двигатель 3.8 л в качестве единственного варианта. У моделей со вторым рядом кресел появилась собственная консоль. На моделях Limited в базовую комплектацию включены подушки безопасности для водителя и пассажира с переднего сиденья. Изменена хромированная решётка на моделях SE и SEL. Установлены новое рулевое колесо с синим логотипом Ford в центре и новая трансмиссия 4F50N[англ.].
- 2002 год: Сдвижные двери по обе стороны включены в базовую комплектацию на всех моделях. По итогам опроса 2005 года, проведённого JD Powers, модель Windstar 2002 года выпуска стала наиболее надёжной моделью минивэнов, опередив Toyota Sienna и Honda Odyssey[14].
- 2003 год: Последний год выпуска модели типа Windstar. Крупных изменений в канун редизайна не было сделано. В условиях новой маркетинговой стратегии модель третьего поколения получила имя Ford Freestar. Последний автомобиль Windstar сошёл с конвейера 25 июля 2003 года.

### Комплектация

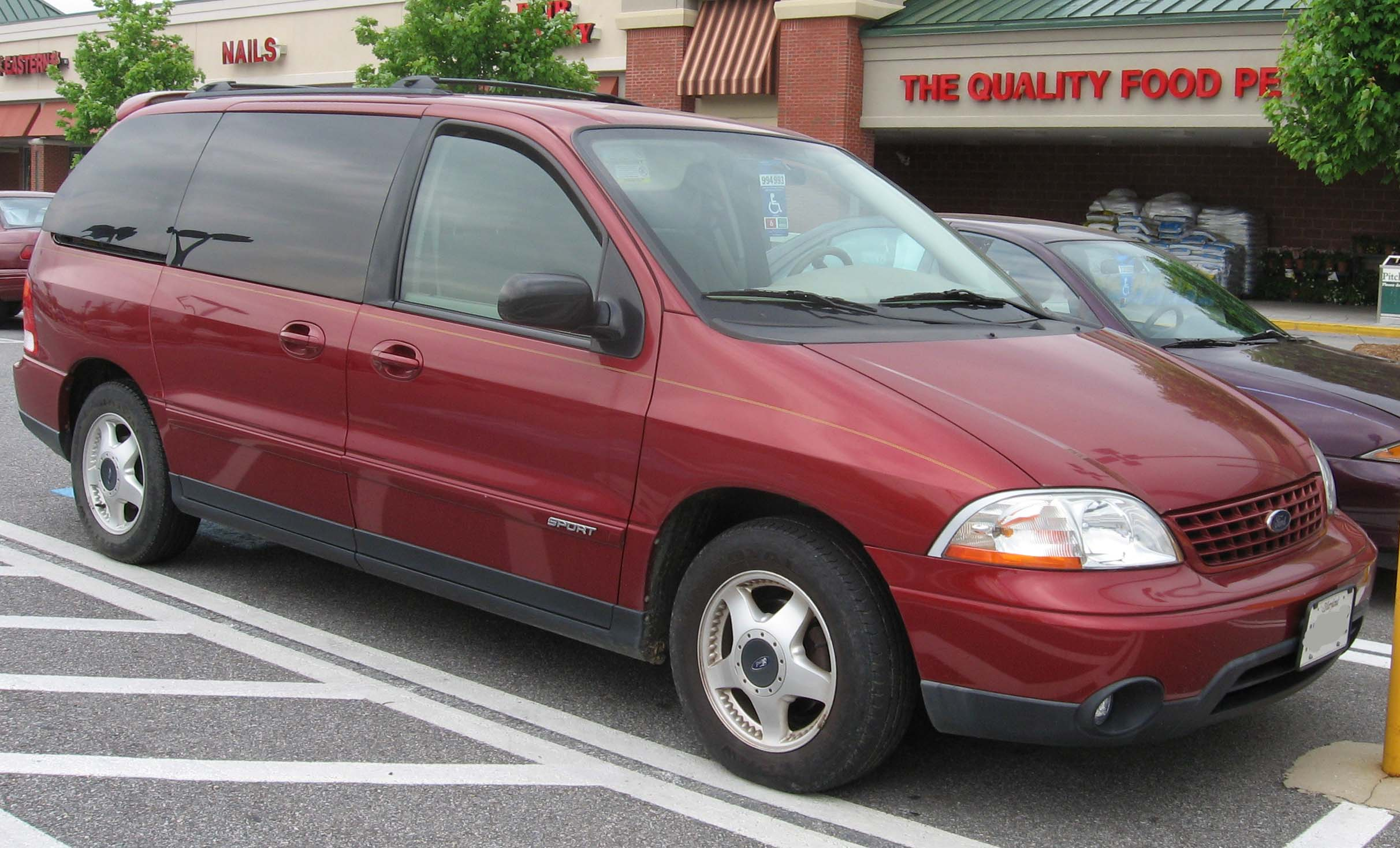
2001–2003 Ford Windstar SE Sport

В 1999 году Ford занялся введением новой комплектации, которая стала характерной для всех американских седанов в 2000-е годы. Новой базовой моделью вместо GL стала LX, а в качестве лучших моделей с максимальной комплектацией были выбраны модели SE и SEL.
Хотя все версии фургона Windstar выпускались с 7 пассажирскими сидениями, в LX-моделях устанавливался также второй ряд сидений в виде дивана, а в SE- и SEL-моделях устанавливался второй ряд в виде кресел.
- Cargo Van (1999–2003).
- base (1999–2000). Комплектация: 7 пассажирских мест, кондиционер, зеркала[англ.], двери и замки с электроприводом, электростеклоподъёмник у водительского места, переключение света для «детского режима», замки для сдвижных дверей, колёса с 15-дюймовыми колпаками[англ.], AM/FM-стереосистема.
- LX (1999–2003). Комплектация: 7 пассажирских мест, кондиционер, система дистанционного управления замком, 15-дюймовые колпаки, AM/FM-радио с кассетным проигрывателем, часами и консолью над головой. В варианте LX Deluxe присутствовали 16-дюймовые литые диски, вспомогательная система климат-контроля (элементы управления сзади) и съёмные педали.
- SE (1999–2003). Дополнительно: тканевые сидения, AM/FM-радио премиум-класса с кассетным проигрывателем (позже проигрывателем с возможностью воспроизведения CD-дисков) и часами, система 6-Way для настройки положения водительского сидения.
- SE Sport (2001–2003).
- SEL (1999–2003). Дополнительно: автоматические фары, батарея повышенной мощности, кожаные сиденья, зеркало заднего вида с автоматическим затемнением, центр обработки сообщения, бамперы двухцветной раскраски, AM/FM-стереосистема премиум-класса с проигрывателем для кассет и CD-дисков.
- Limited (2000–2003). Дополнительно: система сенсоров в задней части автомобиля, противоугонная система, подушки безопасности сбоку, кожаные сиденья премиум-класса, система запоминания позиции водительского виденья, AM/FM-радио премиум-класса со встроенным проигрывателем на шесть дисков и часами, рулевое колесо с кожаными оплётками, крюк для прицепа, ковёр пола салона и зеркала с подогревом.

### Критика

#### Задняя ось
В августе 2010 года Ford объявил о добровольном отзыве 575 тысяч экземпляров Ford Windstar в связи с проблемами, выявленными в заднем мосте. Решение об этом было принято после расследования Управления по национальной автодорожной безопасности, начавшегося в мае того же года. По предварительной оценке, конструкция балки заднего моста с перевёрнутым U-образным профилем обеспечивала попадание в машину дорожной грязи. В тех штатах США, в которых достаточно часто использовалась дорожная соль, у используемых Ford Windstar вследствие коррозии значительно ослаблялся задний мост вплоть до структурного разрушения. В частности, подобную проблему констатировали в штатах Коннектикут, Делавэр, Иллинойс, Индиана, Айова, Кентукки, Мэн, Мэриленд, Массачусетс, Мичиган, Миннесота, Миссури, Нью-Гэмпшир, Нью-Джерси, Нью-Йорк, Огайо, Пенсильвания, Род-Айленд, Юта, Вермонт, Западная Виргиния и Висконсин, а также непосредственно в столице страны.. В мае 2012 года было принято решение о снятии с эксплуатации ещё 27 тысяч минивэнов в Виргинии, вследствие чего число отозванных машин превысило 600 тысяч.
В мае 2010 года против компании Ford Motor Company был подан судебный иск в связи со снятием с эксплуатации автомобилей: истцом был Аарон Мартин. В предъявленном иске были представлены документы, согласно которому, ещё в марте 1998 года на испытаниях 11 экземпляров задних мостов марки Benteler были зафиксированы две неудачи. В августе по итогам испытаний Ford постановил, что причиной отказа в обслуживании проблемных мостов стал перегрев, а в сентябре выводы Ford были приняты компанией-производителем мостов, Bentley Automotive. В октябре 1999 года были подготовлены внутренние документы Ford, в которых утверждалось, что срок службы заднего моста можно было увеличить в двое за счёт поддержания температуры, однако это потребовало бы дополнительных затрат на переоснащение, что привело бы к повышению цены одного образца на 3,45 долларов США. До марта 2003 года никаких изменений не было предпринято в этом плане.

#### Коррозия подрамника
В марте 2011 года Национальное управление по безопасности движения на автодорогах (англ. National Highway Traffic Safety Administration) и Ford объявили об отзыве 425 288 экземпляров Windstar, выпущенных с 1999 по 2003 годы и проданных или зарегистрированных в ряде штатов с холодным климатом. Причиной отзыва стало обнаружение проблем, связанных с коррозией и ржавчиной подрамника: значительная часть проблем была обнаружена в пассажирской части салона. Исследования показали, что разрушение подрамника во время движения могло повлечь полную потерю управления и привести к автокатастрофе. Согласно документу Управления номер #PE10026, у некоторых владельцев Windstar имели место случаи, когда ведущая ось автомобиля попросту отрывалась от системы трансмиссии. Ford предложил владельцам Windstar отказаться от использования этих машин в случае каких-то угроз безопасности вождения, а также выразил готовность приобрести не подлежащие ремонту автомобили.

### Краш-тесты IIHS
Проходивший краш-тесты Ford Windstar второго поколения получил оценку «Приемлемо» от IIHS за хорошую структурную устойчивость, средние повреждения левого крыла и хорошую фиктивную секцию. Хотя большая часть автомобилей второго поколения превзошла своих предшественников и позволила сократить расходы и снизить уровень повреждений, в отношении второго поколения Ford Windstar подобного преимущества в целом не наблюдалось. Минивэн получил от NHTSA высший балл по итогам фронтального и бокового краш-тестов.

### Годовые продажи
| Календарный год | Итого продаж в США |
| --------------- | ------------------ |
| 1999            | 213 844            |
| 2000            | 222 298            |
| 2001            | 179 595            |
| 2002            | 148 875            |
| 2003            | 113 465            |

## Третье поколение

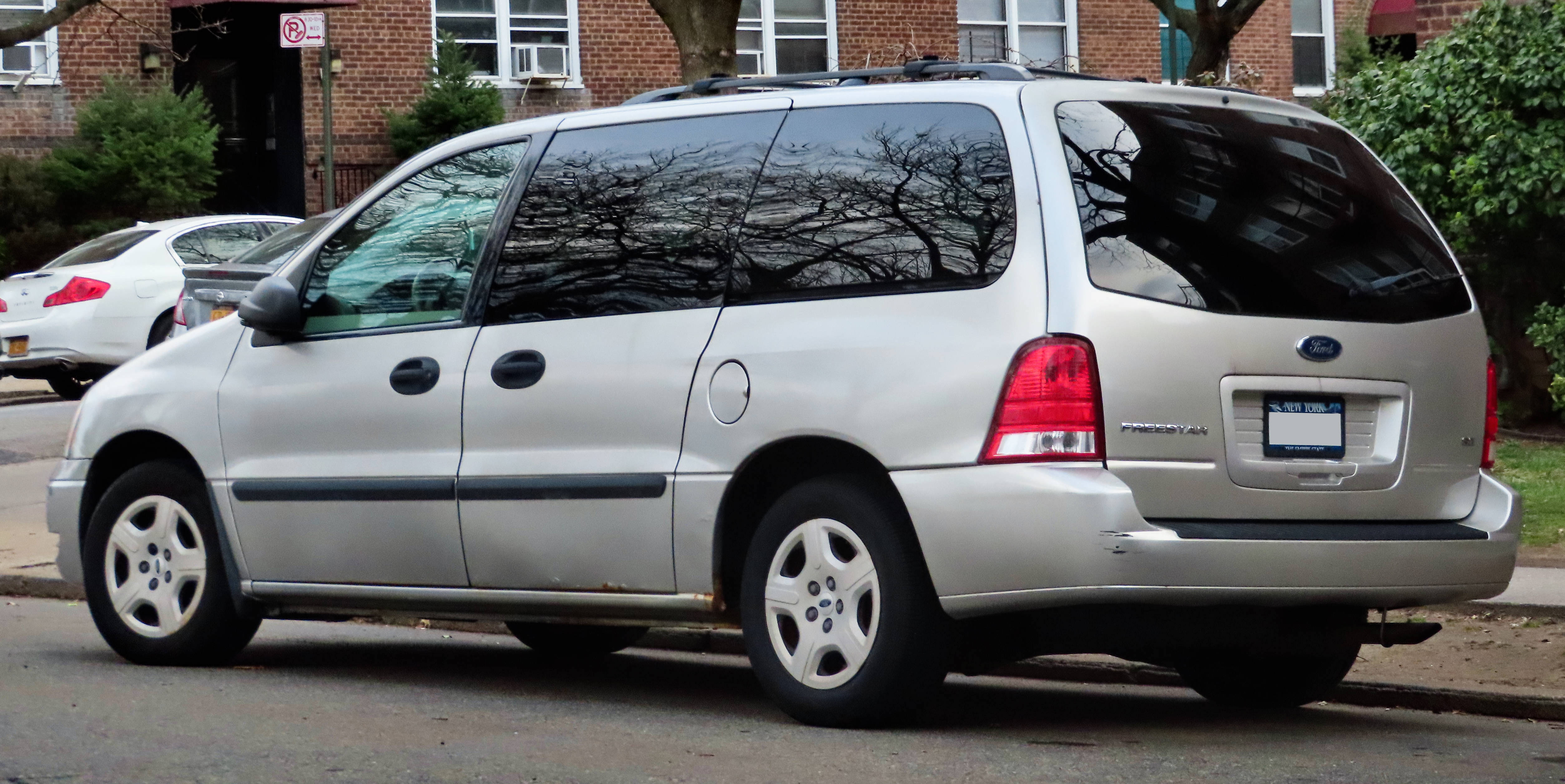
Ford Freestar 2004 года выпуска

В канун 2004 модельного года вышел первый автомобиль третьего поколения Ford Windstar: в связи с началом ребрендинга Ford стали выпускаться модели с названием на «F», и Windstar был переименован в Ford Freestar. С 2003 модельного года все модификации Windstar комплектовали окрашенными в цвет кузова бамперами, наружными зеркалами аэродинамичной формы.
В разработке третьего поколения использовалась платформа MV1, на основе которой выходил Ford Windstar с 2000 по 2003 годы, а на переоформление было потрачено 600 миллионов долларов. В первую очередь, доработке подвергалась трансмиссия, проблемы с которой у автомобилей Windstar возникали с 1994 года. В модели Freestar также были представлены более отказоустойчивая ось ведущих колёс, более крупные подшипники колёс и стандартные дисковые тормоза. Вместо 6-цилиндровых двигателей объёмом 3.0 и 3.8 л были представлены два новых: для американского рынка выпускались машины с 6-цилиндровым двигателем 3.9 л мощностью 193 л.с., а для Канады и зарубежного рынка — 6-цилиндровый двигатель объёмом 4.2 л мощностью 201 л.с. (основа для Ford E-150). Эти двигатели были модификациями двигателя объёмом 3.8 л. Также была доработана 4-скоростная АКПП.
Внешне машина также подверглась небольшим изменениям. Сохраняя линию крыши предыдущего поколения Windstar, разработчики отошли от дизайна New Edge и включили в дизайн несколько элементов от таких автомобилей, как Ford Explorer, Ford Freestyle и Ford Five Hundred. Отказавшись от традиционной приборной панели с изогнутыми контурами, разработчики представили плоскую панель в Ford Freestar, включив в неё элементы дизайна от седана Ford Five Hundred. Среди минивэнов Ford Freestar выделялся наличием третьего ряда пассажирских сидений, которые могли складываться вниз, на пол.

### Комплектация
В плане комплектации Freestar сохранил очень многое от Windstar, за исключением моделей LX и Sport, вместо которых были представлены варианты SES и S.
- S (2004—2005). Комплектация: тканевые чехлы для сидений, 6-цилиндровый двигатель объёмом 3.9 л, 16-дюймовые стальные диски с колпаками, система дистанционной блокировки и разблокировки двери, AM/FM-автомагнитола, замки с электроприводом, электростеклоподъёмник у водительского места, настраиваемые педали, электророзетки и сдвижные двери.
- SE (2004–2007). Комплектация: 6-цилиндровый двигатель объёмом 3.9 л, три ряда сидений, кондиционер в задней части салона (модели 2006—2007), AM/FM-радиостанция с CD-проигрывателем, электронными часами и четырьмя динамиками, зеркала, замки и окна с электроприводом, тонированные задние стёкла, система дистанционной блокировки и разблокировки двери и 16-дюймовые стальные диски с колпаками.
- SES (2004-2005). Дополнительно: 16-дюймовые спортивные диски из сплава, трёхзонный климат-контроль, сиденье водителя с электроприводом.
- SEL (2004–2007). Дополнительно: 6-цилиндровый двигатель объёмом 4.2 л, сиденье водителя с электроприводом и 6 возможными позициями, изголовье сиденья, кожаное рулевое колесо, аудиосистема AM/FM-радиостанция с CD-проигрывателем, кассетным проигрывателем (кассетный исключён, начиная с 2006 года) и часами, управление аудиосистемой в задней части салона, мощная система кондиционирования, 16-дюймовые диски из сплава.
- Limited (2004–2007). Дополнительно: освещение над третьим рядом, AM/FM-стереосистема с CD/кассетным проигрывателями (позже установлена AM/FM-стереосистема с CD-проигрывателем, системой регулирования громкости в зависимости от скорости и управлением в задней части салона), аналоговые часы, боковые зеркала с указателями поворота, огни подсветки поворота, центр приёма сообщений, сдвижные двери с электроприводом, автоматическая система климат-контроля, 17-дюймовые диски из сплава (позже 16-дюймовые литые диски из сплава).

### Результаты краш-тестов IIHS
Модель 2004—2007 годов Ford Freestar по итогам краш-тестов получила от IIHS оценку «хорошо», превзойдя Ford Windstar (1999—2003) по способности выдерживать лобовое столкновение, однако при этом у манекена фиксировались повреждения средней тяжести только в области головы и шеи. При боковом столкновении модели была выставлена оценка «плохо» из-за слабой структурной прочности, нехватки боковых подушек безопасности, риска тяжелейших повреждений головы и шеи, а также огромного воздействия на туловище водителя. В то же время боковые подушки безопасности срабатывали: при средних повреждениях головы и шеи водителя автомобилю выставили оценку «удовлетворительно».

### Годовые продажи
| Календарный год | Freestar | Monterey |
| --------------- | -------- | -------- |
| 2003            | 15 771   | 2213     |
| 2004            | 100 622  | 17 407   |
| 2005            | 77 585   | 8166     |
| 2006            | 50 125   | 4467     |
| 2007            | 2390     | 700      |

### Премии
В 2009 году в рейтинге надёжности автомобилей по версии J.D.Power Ford Freestar занял 2-е место, уступив только Dodge Caravan.

### Mercury Monterey

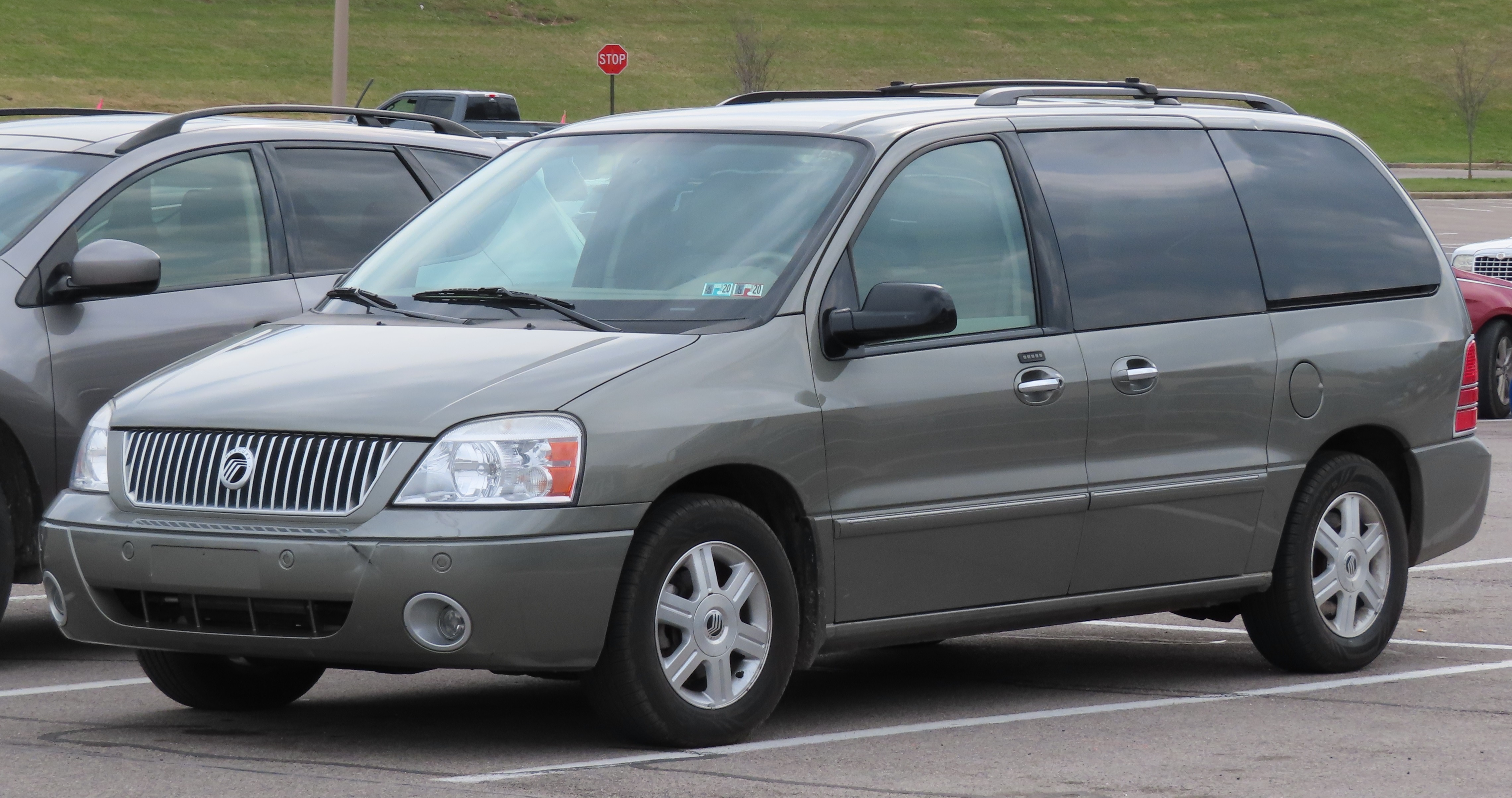
Mercury Monterey

Перед началом 2004 модельного года был выпущен вариант Ford Windstar/Freestar под названием Mercury Monterey, который пришёл на замену Mercury Villager. По аналогии с моделями Ford, выпущенными в начале 2000-х годов и получивших наименование с буквы F, у новой модели минивэна Mercury появилось наименование на букву M (имя Monterey использовалось в 1950—1974 годах). Как и в случае с Freestar, модель Monterey заимствовала многие элементы дизайна у других автомобилей (в том числе у Mercury Mountaineer и Mercury Montego). Будучи крупнее по сравнению с Mercury Villager, он был представлен в качестве аналога Buick Terraza (тот заменил Oldsmobile Silhouette) и Chrysler Town & Country.
По аналогии с последующими моделями Mercury Mariner, Mercury Milan и Mercury Montego были представлены три варианта комплектации Monterey: Convenience, Luxury и Premier. В вариантах Luxury и Premier были представлены сдвижные двери и расположенный сзади DVD-проигрыватель. В комплектации Premier была возможность подогрева и охлаждения передних сидений, что было эксклюзивным вариантом по тем временам. Двигатель — 6-цилиндровый объёмом 4.2 л. Однако продажи Monterey оказались крайне небольшими преимущественно из-за тенденции к снижению масштабов производства минивэнов в Северной Америке. Всего за три года были проданы 32 195 экземпляров.

## Уход с рынка
Выпуск машин прекратился в 2007 году: последний автомобиль Monterey сошёл с конвейера в Оквилле 25 августа 2006 года, а последний Freestar — 29 декабря 2006 года. В Мексике и других странах Freestar был заменён на пятое поколение Ford Transit (переднеприводной V185 Ford Transit/Tourneo). В Северной Америке Ford стал первым американским производителем автомобилей, который отказался полностью от производства минивэнов и переключился на производство универсалов. Так, после прекращения производства Ford Freestar был выпущен Ford Taurus X (Freestyle), а в 2009 году вышел Ford Flex.
В 2010 году Ford начал импорт компактного минивэна Ford Transit Connect. Импортируемый преимущественно с пассажирской конфигурацией, автомобиль преимущественно приобретался на рынке курьерами. В 2014 году Transit Connect после редизайна был официально классифицирован как минивэн на 7 пассажиров. Несмотря на предлагаемую колёсную базу 3048 мм, схожую с Windstar/Freestar/Monterey, по размерам автомобили второго поколения Transit Connect LWB больше были схожи с Aerostar.